# Mahō Sensei Negima!
Mahō Sensei Negima! (魔法先生ネギま?) es una serie de manga escrita e ilustrada por Ken Akamatsu. Fue licenciada por Editores de Tebeos para su edición en España y fue presentada en el Salón del Manga de Barcelona a finales de octubre de 2005. El manga, tanto en Japón como en España, está finalizado y consta de 38 tomos. En Estados Unidos es editado por Del Rey, habiendo publicado solo los primeros 16 volúmenes.
En Japón se empezó a emitir una serie animada el 6 de enero de 2005. Fue producida por XEBEC y fue licenciada en Estados Unidos por FUNimation Entertainment, que a la vez la licenció para Latinoamérica más adelante. Se han lanzado dos OVA producidos por Shaft y GANSIS, respectivamente. Este último produjo también una historia alternativa de la serie, Negima!?
En agosto de 2013 se publicó un manga derivado titulado UQ Holder!, ambientado en el mismo universo pero siete décadas después. De este modo, algunos personajes guardan relación con esta obra, como el protagonista, quien es nieto de Negi.

## Argumento
Negi Springfield está decidido a convertirse en un «Magister Magi», tras siete años de estudios y entrenamiento en la escuela de magos. Cuando llega la prueba final, el maestro instructor reparte a cada aspirante sus destinos y la misión que deberán cumplir: a Negi le corresponde ser profesor de inglés en la escuela Mahora en Japón, una escuela femenina. Además, deberá tener cuidado de que nadie descubra que es un mago, ya que supondría que lo transformaran en armiño. Es así como un niño de diez años, nacido en Gales, con poderes mágicos y un nivel de inteligencia equivalente al de la universidad, se convierte en profesor de una clase de 31 alumnas de secundaria —entre 14 y 15 años—, que lo tratan más como un juguete que como un profesor.

## Contenido de la obra

### Manga
El manga se publicó por primera vez el 26 de febrero de 2003 en la Shōnen Magazine y finalizó el 14 de marzo de 2012. Se lanzaron 38 tomos recopilatorios en Japón, además de una secuela, UQ Holder!, que se publicó por primera vez en agosto de 2013. En España, Mahō Sensei Negima! fue licenciado por la editorial Glénat —y más tarde por Editores de Tebeos—, con el título de Negima!: Magister Negi Magi, y el primer volumen se lanzó el 4 de noviembre de 2005. En Argentina, la editorial encargada de reeditarlo fue Panini, a partir de septiembre de 2019, bajo el mismo nombre.

### Anime
Se produjeron dos series de anime basadas en el manga. La primera, de 26 capítulos, sigue fielmente el desarrollo del material original, con excepción del final. La segunda, de la misma extensión que la primera, es Negima!?, que desarrolla una historia diferente al manga, aunque empieza más o menos de forma similar.

### OVA
Existen varios OVA producidos por Shaft. Además, se emitieron tres capítulos, Mahô Sensei Negima! Introduction Film de aproximadamente 7-8 minutos de duración cada uno, antes de la emisión del Mahô Sensei Negima!, que funcionan como presentación de los personajes y bridan otros datos.
Junto con los tomos 23, 24 y 25 se publicaron tres OVA, Negima Ala Alba, de los cuales el primero se lanzó el 23 de agosto de 2008.
En 2009 se produjeron cinco más: el primero salió el 27 de septiembre de 2009 con el tomo 27 y el segundo el 27 de noviembre del mismo año, junto al tomo 28. El tercero hizo lo propio el 17 de mayo de 2010 y el último, ese 18 de agosto. Se acompañaron de un OVA titulado Negima! ~Mou Hitotsu no Sekai~ Extra Mahô Shôjo Yue que, tal como indica el nombre, se trata de episodio extra. Se estrenó el 17 de noviembre de 2010 en Japón y que trata sobre el arco de Ariadne, donde Yue pierde la memoria. El 17 de febrero de 2011 se emitió un OVA adicional.

### Serie de acción real
Se desarrolló una serie de acción real en Japón que se emitió en TV Tokyo en horario nocturno el 3 de octubre de 2007, cerrando con 25 episodios. Se hizo un episodio 26, pero solo salió en DVD.

### Película
La película Negima! Anime Final se estrenó el 27 de agosto de 2011 y tiene un final diferente al del manga.